# Egil Hoel
Egil Reidar Haakon Hoel (ur. 19 marca 1898 w Borge w Norwegii, zm. w 1971) – norweski wojskowy (kapitan), dowódca 2 Kompanii Policyjnej i Batalionu Strzelców Narciarskich „Norwegen” podczas II wojny światowej
Ukończył średnią szkołę handlową. W latach 1916–1919 uczył się w szkole wojennej. W 1921 r. przeszedł szkolenie sztabowe dla oficerów wojsk inżynieryjnych. W okresie międzywojennym służył w Królewskiej Armii Norweskiej, dochodząc do stopnia kapitana. Po zajęciu Norwegii przez Niemcy podjął kolaborację z okupantami. W marcu 1943 r. został dowódcą 2 Kompanii Policyjnej w stopniu SS-Hauptsturmführera. Została ona skierowana na przeszkolenie do Niemiec. Od 1 czerwca do 12 października 1943 r. E. Hoel dowodził 16 kompanią 23 Pułku Grenadierów Pancernych SS „Norge” w 11 Ochotniczej Dywizji Grenadierów Pancernych SS „Nordland”. W kwietniu 1944 r. objął dowodzenie oddziału saperskiego (Pionierführer) w III Korpusie Pancernym SS, walczącym w północnym sektorze frontu wschodniego. Od grudnia 1944 r. dowodził w stopniu SS-Obersturmbannführera Batalionem Strzelców Narciarskich „Norwegen”, przeorganizowanym wkrótce w zmotoryzowany narciarski batalion policji (SS-Ski Bataillon 506.). Działał on na obszarze okupowanej Norwegii. Egil Hoel był odznaczony Krzyżem Żelaznym 1 i 2 klasy.